# Jaliefgevoel
Het jaliefgevoel of compersie (Amerikaans Engels: compersion; Brits Engels: frubble of the frubbles) is een gevoel van gelukzaligheid, dat een mens ervaart wanneer hij of zij ziet dat een partner of geliefde gelukkig is met een derde persoon. Het jaliefgevoel is nauw verbonden met polyamorie en wordt vaak gezien als het tegenovergestelde van jaloezie.

## Etymologie
De Amerikaanse termen compersion en compersive zijn voor het eerst gebruikt door de Kerista Commune (1971–1991) in San Francisco. Leden van deze commune beoefenen polyfideliteit in de praktijk. De term compersion is een porte-manteau van compassion ("compassie", medeleven) en conversion ("conversie", omzetting). Bij Kerista definieerde men compersion als volgt:

The feeling of taking joy in the joy that others you love share among themselves, especially taking joy in the knowledge that your beloveds are expressing their love for one another.
(Het gevoel van blijdschap halen uit de blijdschap die anderen van wie je houdt onderling delen, vooral blijdschap halen uit de wetenschap dat je geliefden hun liefde voor elkaar uiten.)

In het Nederlands wordt wel gesproken van compersie. Het woord jaliefgevoel als Nederlands equivalent van compersion werd voor het eerst beschreven in het boek Ik hou van twee mannen (2007) van Ageeth Veenemans.
Het feit dat de term compersion pas in de tweede helft van 20e eeuw gemunt is, is volgens Deri (2015) een teken dat men in de westerse cultuur geacht wordt om jaloers te worden als zijn partner affectie toont voor een ander. Met dit nieuwe concept scheppen polyamoristen dan ook een afwijkende emotionele beleving, die ingaat tegen verschillende conventies op het vlak van relaties, romantiek en seksualiteit.

## Beschrijving
Het jaliefgevoel is een vorm van empathie. Men voelt zich gelukkig, omdat men ziet dat zijn of haar geliefde gelukkig is. Jaliefgevoel is iets anders dan voyeurisme, ofwel de erotische opwinding, die een mens ervaart bij het zien van één of meer personen die seks hebben die men niet per se zelf liefheeft. Men kan zich bijvoorbeeld jalief voelen wanneer diens partner de volgende ochtend thuiskomt na een heerlijke nacht met een andere geliefde en men hem of haar ziet stralen. Het jaliefgevoel wordt heftiger ervaren wanneer het voelen van liefde voor de partner samengaat met het gevoel van seksuele extase, bijvoorbeeld wanneer men ziet dat diens partner geniet van het bedrijven van de liefde met iemand anders. Compersie bestaat echter in vele vormen, van tolerantie tot aan sterk genot, en is niet noodzakelijkerwijs seksueel van aard.
Jaliefgevoel wordt beschouwd als de tegenhanger van jaloezie. Jaloezie is een gevoel dat voortkomt uit verschillende emoties, waaronder voornamelijk angst, maar ook gevoelens van woede, verraad, lijden, verdriet, paranoia, eenzaamheid, zelfhaat, schaamte, machteloosheid, onvolkomenheid, egoïsme, buitengesloten en niet gerespecteerd worden. Jaliefgevoel is daarentegen een gevoel dat voortkomt uit de emotie liefde of empathie. Jaloezie en compersie zijn op veel manieren elkaars tegengestelden, maar ze sluiten elkaar niet uit; men kan een mengeling van beide tegelijkertijd ervaren. Het jaliefgevoel is het resultaat van een innerlijk groeiproces en heeft als voorwaarde dat men blij is met zichzelf en men vanuit het hart blij kan zijn dat de partner ook liefde ervaart met iemand anders.